# Thuniinae
Sous-tribu
Les Thuniinae sont une sous-tribu de la sous-famille des Epidendroideae, dans la famille des Orchidaceae.
Cette sous-tribu ne regroupe plus pour l'instant que les espèces d'orchidées du genre Thunia, genre dont la classification dans les ouvrages récents,, se situe au sein de la tribu des Arethuseae et de la sous-tribu des Coelogyninae. Ce placement est sujet à discussion dans la mesure où l'intégration de ce genre remet en question le caractère monophylétique de cette tribu.
Certains botanistes proposent donc de maintenir isolé  le genre Thunia au sein de cette sous-tribu.   

## Liste desgenres

### Selon leNCBI(02 jan. 2011)[4]
- Thunia Rchb.f. (1852).